# Nicodemus Frischlin

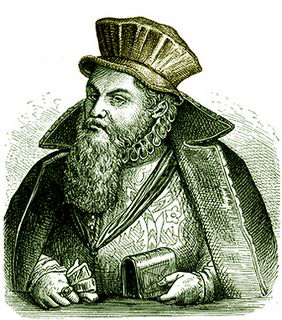
Philipp Nicodemus Frischlin nach einem zeitgenössischen Holzschnitt

Philipp Nicodemus Frischlin (* 22. September 1547 in Erzingen, heute Ortsteil von Balingen; † 29. November 1590 in Urach) war ein späthumanistischer Philologe, neulateinischer Dramatiker und geadelter Lyriker.

## Leben

### Herkunft und Ausbildung

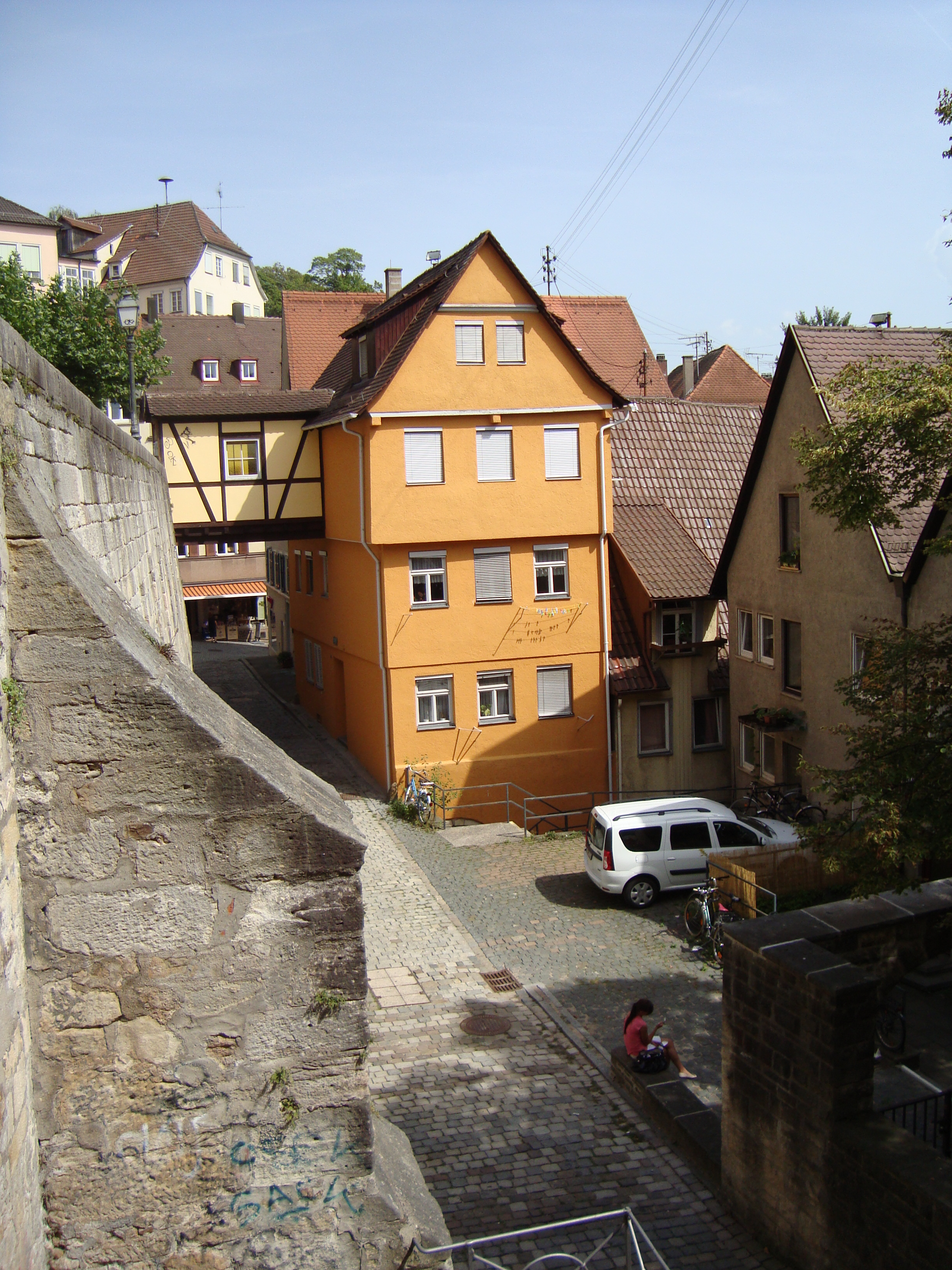
Frischlins Haus in Tübingen neben der Stiftskirche, Clinicumsgasse 18

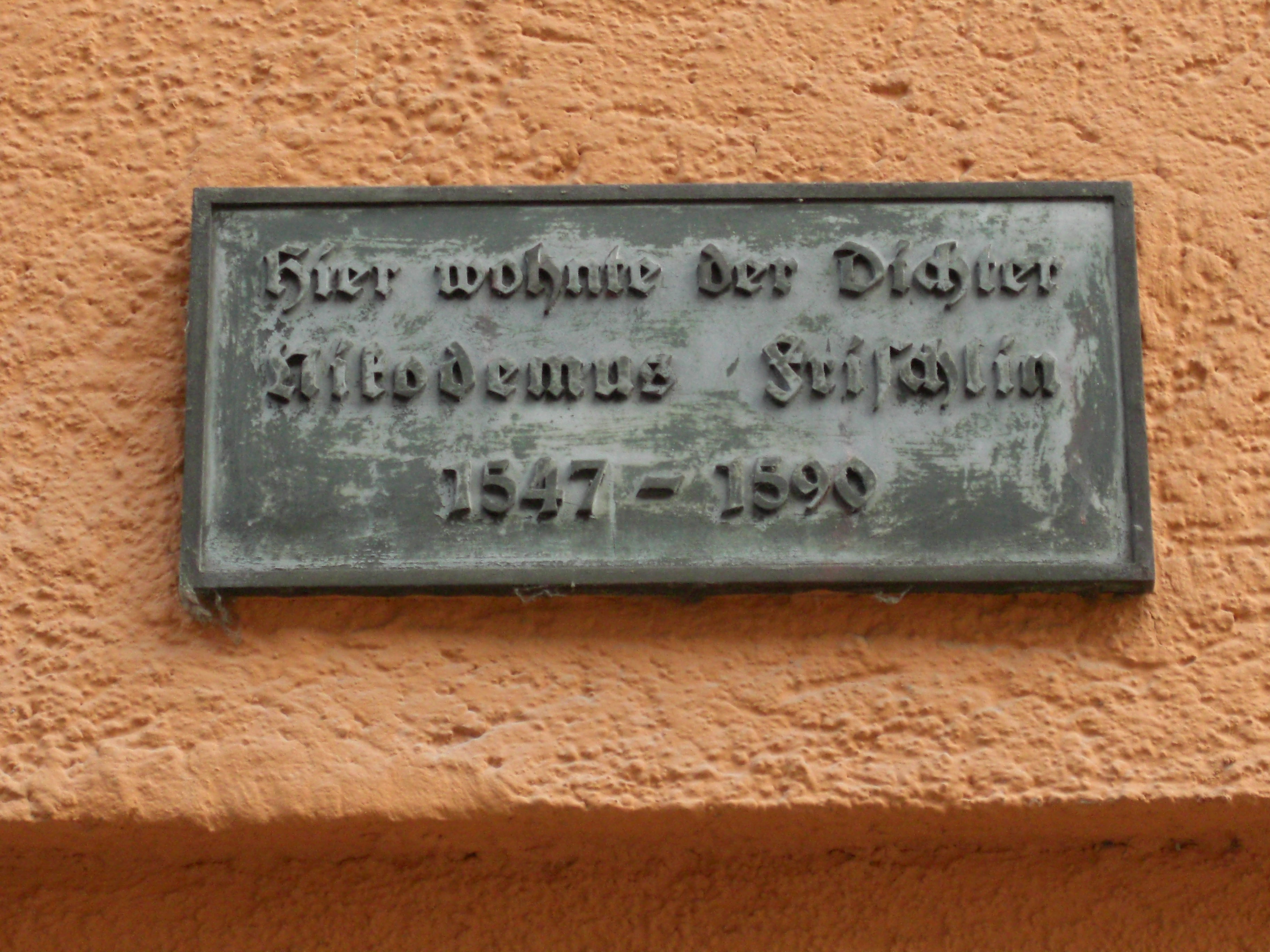
Gedenktafel für Frischlin an seinem ehemaligen Wohnhaus in Tübingen

Nicodemus Frischlins Großvater Johannes Frischlin war 1498 aus Diessenhofen nach Balingen gekommen und hatte hier Leutgarde, die Tochter des Bürgermeisters Konrad Metz geheiratet. Deren Sohn Jakob Frischlin (1522–1566) wurde Pfarrer in Balingen und heiratete hier 1546 Agnes Ruoff, Tochter eines ortsansässigen Büchsenmachers. Nicodemus war ihr erstes von acht Kindern. Er wuchs in Balingen auf, war Schüler an der hiesigen und an der Lateinschule auf dem Tübinger Österberg sowie an den Klosterschulen in Bebenhausen und Königsbronn, deren progressive Lehrkräfte er später als wichtige Impulsgeber hervorhob. Anschließend wurde er Stipendiat des Tübinger Stifts.
Nachdem sein Vater und vier Geschwister 1566 der Pest zum Opfer gefallen waren, musste Nicodemus nebenbei seinen jüngsten Bruder Jakob Frischlin (1557–1621) väterlich betreuen. Dieser erfuhr eine ähnliche Grundbildung, wurde Schulmeister und versuchte zeitlebens, Nicodemus als Autor von Prosa, Lyrik und historischen Sammelwerken nachzueifern. Literaturkritiker quittierten sein umfangreiches Werk allerdings „als schlechten Abklatsch“.

### Professur in Tübingen
In Tübingen studierte Nicodemus Frischlin ab 1563 Philologie, Poesie und Theologie. 1568 folgte er einem Ruf als außerordentlicher Professor für Poesie und Geschichte. Noch im selben Jahr heiratete er die mit dem Reformator Johannes Brenz verwandte Margarethe Brenz aus Weil der Stadt, was ihm den Zugang zu den einflussreichen Kreisen der württembergischen Ehrbarkeit ermöglichte. Mit Margarethe sollte er 16 Kinder bekommen, von denen längerfristig allerdings nur fünf überlebten. 

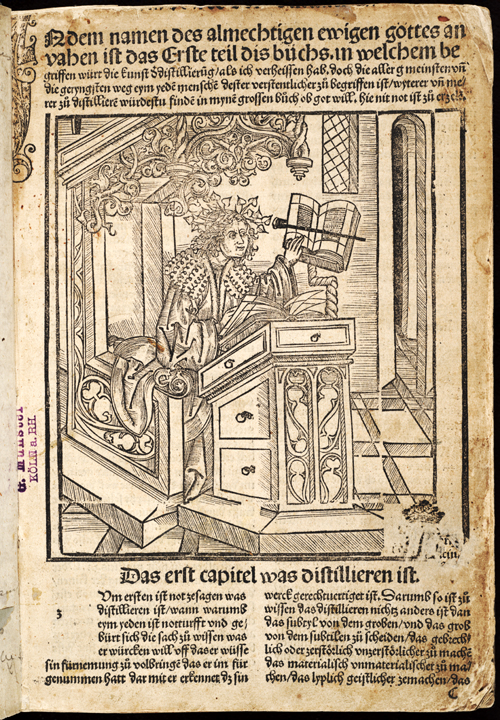
Professor im Lehrstuhl, bei der Vorlesung aus dem Jahr 1500, auf einem Holzschnitt aus dem Werk Kleines Distillierbuch

Während seiner Professur machte Frischlin durch zahlreiche Veröffentlichungen auch außer Landes von sich reden. So stand er alsbald nicht nur in der Gunst von Herzog Ludwig, sondern wurde 1576 vom jungen kunstsinnigen Kaiser Rudolf II. als Dichter zum Poeta laureatus gekrönt und 1577 schließlich zum Hofpfalzgrafen (Comes Palatinus) erhoben. Wegen Meinungsverschiedenheiten und Rivalitäten insbesondere mit seinem früheren Förderer und künftigen Erzfeind Martin Crusius verlor das streitlustige Genie an seiner Fakultät jedoch zunehmend an Rückhalt. Die angestrebte ordentliche Professorenstelle wurde ihm ebenso verwehrt wie der Wechsel an eine Universität im Ausland. Wegen seiner 1578 vorgetragenen Eloge Oratio de vita rustica, in der er dem reichlich geschmähten Landadel den edlen Landmann entgegenstellte, schlug Frischlin heftige Kritik entgegen. Nachdem er sie 1580 auch noch drucken ließ, kam er in ernsthafte Schwierigkeiten, weil der organisierte Ritterstand Strafanzeige erstattete, einzelne Ritter ihm gar nach dem Leben trachteten und der Herzog nun seine schützende Hand zurückzog. Zwischenzeitlich mit Veröffentlichungsverbot und Hausarrest belegt, blieb Frischlin 1582 nur der illegitime Abgang ins Ausland.

### Exil, Arrest und tödlicher Absturz
Während seiner Wanderjahre war er von 1582 bis 1584 Schulrektor an der evangelischen Stiftsschule in Laibach (heute Slowenien) und wurde in dieser Zeit maßgeblich von den Krainer Staatsmann Georg Khisl von Kaltenbrunn gefördert.
Ab 1584/85 lebte er in Straßburg, 1587 in Wittenberg, 1588 als Leiter der Lateinschule in Braunschweig und 1589 kurzzeitig in Marburg, wo Margarete das sechzehnte Kind, eine Totgeburt, zur Welt brachte. Die zwischenzeitlich erhoffte Vergebung und Wiederanstellung an der Tübinger Universität hatten Crusius und andere 1585 durch intrigante Unterstellungen zu verhindern gewusst. Einem drohenden Prozess entzog sich Frischlin durch die Flucht nach Frankfurt.
Nachdem er 1590 eine Streitschrift gegen den württembergischen Hof verfasst hatte, schickte die Kanzlei einen Fahnder aus, der ihn in Mainz dingfest machte. Nach der vom Erzbischof bewilligten Auslieferung wurde er zuerst auf Burg Wirtemberg unter Hausarrest gestellt und schließlich unter verschärften Bedingungen auf der Burg Hohenurach eingekerkert. Doch obwohl sich sein Gesundheitszustand hier zunehmend verschlechterte und er sich vor Sorgen um seine Frau verzehrte, verweigerte Frischlin den erwarteten Widerruf mit Gnadengesuch und plante stattdessen den Ausbruch. Bei einem Fluchtversuch in der Nacht vom 28. auf den 29. November 1590 riss jedoch das aus Bettlaken gefertigte Seil. Der Widerspenstige stürzte den Hang hinab und brach sich unter anderem das Genick. Am 4. Dezember wurde der erst 43 Jahre alte Delinquent auf Geheiß des Herzogs nicht wie andere Häftlinge anonym verscharrt, sondern im Uracher „Kirchhof“ bestattet.

## Hinterbliebene
Seine Gattin Margarete, die bis zuletzt gegen alle Anfechtungen zu ihm gehalten hatte und in die Nähe der Uracher Burg umgezogen war, wurde fortan von ihrem Schwager und ihrer Mutter in Tübingen versorgt. Als die beiden 1591 auch gestorben waren, wurde ihr das Bürgerrecht entzogen. Nach Wildberg verwiesen, ging sie hier in ihrer Not eine Vernunftehe ein, ließ sich aber bald wieder scheiden und verstarb 1599 in Tübingen. Der Biograph David Friedrich Strauß schilderte sie „als ein Frauenzimmer mit sehr lebhaftem Temperament, das nicht nur in der Eifersucht mit Augenauskratzen drohen, sondern auch in Geschäfts- und Vermögenssachen gegen ihre Verwandten sehr spitzig werden konnte“. Der Brenz-Biograph Adolf Rentschler monierte, „ihre sittliche Aufführung zumal im Witwenstand“ lasse zu wünschen übrig.
Auch wenn ihr Sohn Johann Jakob nach dem Tod des Vaters sein Studium in Straßburg abbrechen musste, fanden ihre verbliebenen fünf Kinder alle ein „Auskommen“: Die Familien des Malers Johann Jakob und des Beamten Johann Friedrich fanden sich in Grüningen wieder, wo zwischendurch auch ihr unsteter Onkel Jakob Station machte. Nikodemus wurde Untervogt und geistlicher Verwalter in Liebenzell. Katharina heiratete den Diakon Balthasar Moninger aus Appetshofen, Anna Maria den Tübinger Schneider Georg Preiß, der 1603 das ehemalige Haus der Frischlins zurückkaufte.

## Rezeption

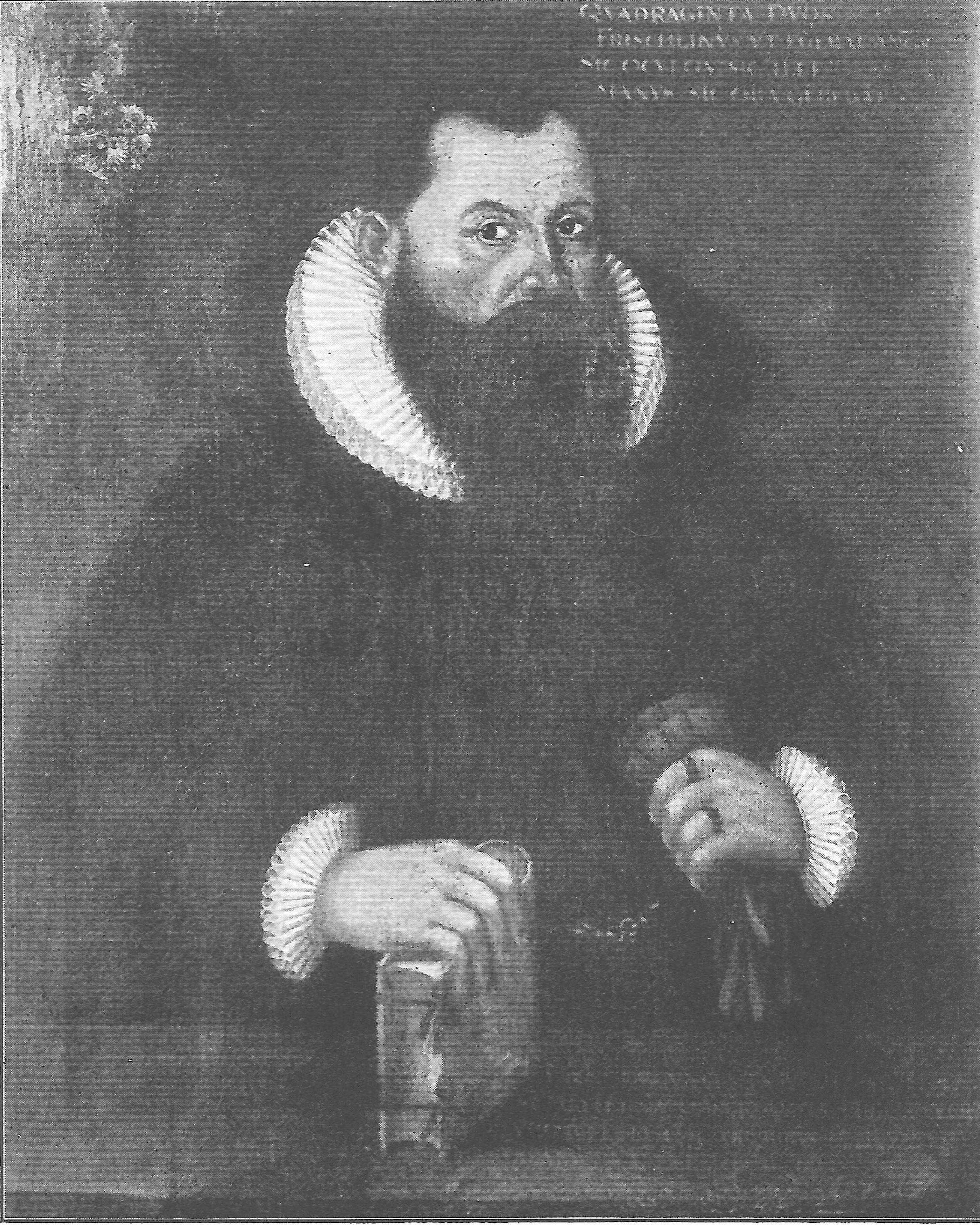
Nicodemus Frischlin posthum porträtiert für die Tübinger Professorengalerie

Crusius schickte ihm folgenden Vers ins Grab nach: „Frischlinus lieget hier, vom Falle bös verstaucht; er war ein guter Kopf, doch hat er ihn missbraucht.“
Frischlin galt als begnadeter Poet, als lebenslustiger, trinkfreudiger und zugleich streitbarer Querdenker, auch als eifriger Verfechter des Protestantismus und Kritiker der sozialen Verhältnisse. „Verfechter des Protestantismus“ war allerdings eher seine selbstbewusste Gattin, die ihm die angestrebte Anstellung im katholischen Freiburg ausredete und bei der Wahl ihrer Aufenthaltsorte im Exil konfessionsorientiert mitbestimmte. Seine gesellschaftskritische Polemik war weniger politisch als persönlich motiviert und seinen Streitigkeiten mit Vertretern der attackierten Kreise geschuldet. Laut der Copernicus-Biographie von Pierre Gassendi aus dem Jahr 1654 hatte Nicodemus Frischlin Kenntnis von dessen 1543 veröffentlichtem Hauptwerk De revolutionibus orbium coelestium und soll ein früher Anhänger dieses revolutionären Weltbildes gewesen sein. Durch die Übersetzung einiger in Latein verfasster Werke trug sein Bruder Jakob zu Frischlins Popularität bei. In gehobenen Kreisen konnte er mit seiner Verteidigungsschrift gegen die nachhaltigen Verleumdungen von Crusius und der Familie Brenz allerdings wenig ausrichten.
Seine Heimatstadt Balingen widmete dem „großen schwäbischen Querkopf“ zum 400. Todestag eine Ausstellung mit Vortragsprogramm und gab eine umfassende Biographie heraus.

## Werke
- Hymnen und Epigramme des Kallimachos, Übersetzung, 1571
- De studiis linguarum et liberalium artium, 1575. (Digitalisat)
- Rebecca, biblisches Drama, 1576. (Digitalisat)
- Oratio de vita rustica, 1578. (Digitalisat)
- Priscianus vapulans, 1578. (Digitalisat)
- Hildegardis Magna, Drama, 1579. (Digitalisat)
- Frau Wendelgard, deutschsprachige Komödie, 1579. (Digitalisat)
- Dido, Tragödie, 1581. (Digitalisat)
- Venus, Tragödie, 1584
- Julius Caesar redivivus, 1585
- Graecanica proverbia selectiora cum symbolis veterum quorundam philosophorum, regum et imperatorum, 1588 (Digitalisat der Bibliothek Mecklenburg-Vorpommern)
- Helvetiogermani, Drama, 1589
- Dialogus logicus contra Ramum, 1590. (Digitalisat)
- Poppysmus tertius, Hrsg. von Jakob Frischlin. Tobias Jobin, Frankfurt am Main 1596 (gegen Crusius gerichtete Streitschrift)[14]
- 62 Facetiae, 1603. (Digitalisat)
- Phasma, 1598.  (Digitalisat)
- Hebraeis, continens duodecim libros. 1599. (Digitalisat)
- Operum Poeticorum pars epica. (Digitalisat)
- Operum poeticorum pars elegiaca, continens viginti duos elegiacorum carminum libros. (Digitalisat)
- Operum Poëticorum Paralipomena : Continentur hoc Opere, Poemata, maiori ex parte typis ante non excusa ; Videlicet, 5. Libri Carminum Heroicorum, & Octo Satyrae adversus Iac. Rabum Apostatam / Ex recensione Valentini Clessii
- Horologiographia
- Nomenclator trilinguis, Graecolatinogermanicus: continens omnium rerum, quae in probatis omnium doctrinarum auctoribus inueniuntur, appellationes … Opus nova quadam methodo, secundum categorias Aristotelis … concinnatum. – Et tertio iam … recognitum. Francofurti ad Moenum: Spies, 1591. (Digitalisat)
- Sieben Buecher von der Fuerstlichen Wuertembergischen Hochzeit des durchleuchtigen … Herrn Ludwigen / Hertzogen zu Wuertemberg vnd Theck. (Digitalisat)

## Textausgaben und Übersetzungen
- Nicodemus Frischlin: Sämtliche Werke. Hrsg. von Hans-Gert Roloff u. a. 20 Text- und 6 Kommentarbände. Peter Lang, Berlin 1992 ff.; später Frommann-Holzboog, Stuttgart-Bad Cannstatt
- Julius Redivivus. In der Übersetzung von Jacob Frischlin hrsg. von Richard E. Schade (Reclams UB 7981). Reclam, Stuttgart 1983.
- Nicola Kaminski (Hrsg.): Nicodemus Frischlin: Hildegardis Magna. Dido. Venus. Helvetiogermani. Band 1: Historisch-kritische Edition der lateinischen Texte und deutsche Übersetzung. Peter Lang, Bern 1995, ISBN 3-906755-28-2.

## Belege
1. ↑  Hedwig Röckelein u. Casimir Bumiller: Ein unruhig Poet: Nicodemus Frischlin 1547–1590. Veröffentlichungen des Stadtarchivs Balingen, Band 2, Balingen 1990, S. 29ff.
2. ↑  Hedwig Röckelein u. Casimir Bumiller: Ein unruhig Poet: Nicodemus Frischlin 1547–1590. Veröff. des Stadtarchivs Balingen, Band 2, Balingen 1990, S. 62.
3. ↑  Hedwig Röckelein u. Casimir Bumiller: Ein unruhig Poet: Nicodemus Frischlin 1547–1590. Veröff. des Stadtarchivs Balingen, Band 2, Balingen 1990, S. 78ff.
4. ↑  Um das Land zu verlassen, bedurfte es der Erlaubnis des Landesherrn.
5. ↑  Peter von Radics: Herbard VIII, Freiherr zu Auersperg (1528-1575): ein krainischer Held und Staatsmann. Braumüller, 1862, S. XI, XII (google.com [abgerufen am 2. Dezember 2023]).
6. ↑  Hedwig Röckelein u. Casimir Bumiller: Ein unruhig Poet: Nicodemus Frischlin 1547–1590. Veröff. des Stadtarchivs Balingen, Band 2, Balingen 1990, S. 56.
7. ↑  Vgl. Gedicht zum unglücklichen Ende seines Fluchtversuchs Wikisource
8. ↑  Hedwig Röckelein u. Casimir Bumiller: Ein unruhig Poet: Nicodemus Frischlin 1547–1590. Veröff. des Stadtarchivs Balingen, Band 2, Balingen 1990, S. 61.
9. ↑  David Friedrich Strauß: Leben und Schriften des Dichters und Philologen Nicodemus Frischlin. Ein Beitrag zur deutschen Culturgeschichte in der zweiten Hälfte des sechszehnten Jahrhunderts. Literarische Anstalt (J. Kütten), Frankfurt am Main 1856.
10. ↑  Adolf Rentschler: Zur Familiengeschichte des Reformators Johannes Brenz. Tübingen 1921.
11. ↑  Hedwig Röckelein u. Casimir Bumiller: Ein unruhig Poet: Nicodemus Frischlin 1547–1590. Veröff. des Stadtarchivs Balingen, Band 2, Balingen 1990, S. 61ff.
12. ↑  Bezweifelt von Hedwig Röckelein u. Casimir Bumiller: Ein unruhig Poet: Nicodemus Frischlin 1547–1590. Veröff. des Stadtarchivs Balingen, Band 2, Balingen 1990, S. 7f.
13. ↑  Zitat von Oberbürgermeister Eugen Fleischmann im Vorwort der Biographie von Hedwig Röckelein u. Casimir Bumiller: Ein unruhig Poet: Nicodemus Frischlin 1547–1590. Veröff. des Stadtarchivs Balingen, Band 2, Balingen 1990, S. 3.
14. ↑  Hans Widmann: Autorennöte eines Gelehrten im 16. Jahrhundert. In: Börsenblatt für den Deutschen Buchhandel – Frankfurter Ausgabe. Nr. 89, (5. November) 1968, S. 2929–2940, S. 2930, Anm. 11.

| Personendaten    | Personendaten                                                        |
| ---------------- | -------------------------------------------------------------------- |
| NAME             | Frischlin, Nicodemus                                                 |
| ALTERNATIVNAMEN  | Frischlin, Philipp Nicodemus                                         |
| KURZBESCHREIBUNG | späthumanistischer Philologe, neulateinischer Dramatiker und Lyriker |
| GEBURTSDATUM     | 22. September 1547                                                   |
| GEBURTSORT       | Erzingen bei Balingen                                                |
| STERBEDATUM      | 29. November 1590                                                    |
| STERBEORT        | Hohenurach                                                           |